# Concepción Montaner
Concepción Montaner Coll (L'Eliana, 14 januari 1981) is een Spaanse verspringster. Zij werd wereldkampioene bij de junioren en nam driemaal deel aan de Olympische Spelen, zonder hierbij in de prijzen te vallen.

## Loopbaan
Montaner werd in 2000 wereldjuniorenkampioene verspringen in Santiago met een sprong van 6,47 m. Ze versloeg hiermee de Chinese Zhou Yangxia en de Japanse Kumiko Ikeda. De Olympische Spelen van Sydney dat jaar eindigden in een deceptie, omdat ze geen geldige poging wist te produceren.
Op de wereldindoorkampioenschappen van 2006 was Concepción Montaner er dichtbij om een senioren medaille te winnen, maar werd toen uiteindelijk vierde met een afstand van 6,76. Dit was dezelfde prestatie als die van de bronzenmedaillewinnares Naide Gomes, die Montaner echter versloeg doordat haar op een na beste sprong verder was.
In 2007 won Montaner een zilveren medaille op de Europese indoorkampioenschappen achter Gomes. In 2008 sneuvelde ze bij de Olympische Spelen van Peking in de kwalificatieronde met een beste poging van 6,53. Vier jaar later, op de Olympische Spelen in Londen, strandde ze eveneens in de kwalificatieronde.
Naast verspringster is Montaner ook een goede sprintster, getuige haar Spaanse indoortitel op de 60 m.

## Titels
- Ibero Amerikaans kampioene verspringen - 2010
- Middellandse Zeespelen kampioene verspringen - 2001
- Spaans kampioene verspringen - 2003, 2004, 2006
- Spaans indoorkampioene 60 m - 2001
- Spaans indoorkampioene verspringen - 2002, 2003, 2004, 2006
- Wereldjuniorenkampioene verspringen - 2000

## Persoonlijke records
Outdoor
| Onderdeel   | Prestatie | Datum        | Plaats            |
| ----------- | --------- | ------------ | ----------------- |
| 100 m       | 11,71 s   | 27 juni 2001 | Rivas-Vaciamadrid |
| verspringen | 6,92 m    | 16 juli 2005 | Madrid            |

Indoor
| Onderdeel   | Prestatie | Datum            | Plaats                 |
| ----------- | --------- | ---------------- | ---------------------- |
| 60 m        | 7,47 s    | 11 februari 2001 | Vilafranca del Penedès |
| verspringen | 6,78 m    | 1 maart 2003     | Valencia               |

## Palmares

### verspringen
- 1999:  EJK - 6,39 m
- 2000: 16e in kwal. EK indoor - 6,11 m
- 2000:  WJK - 6,47 m
- 2000: NM OS
- 2001:  EK U23 - 6,46 m
- 2001:  Middellandse Zeespelen - 6,48 m
- 2002: 9e EK indoor - 6,38 m
- 2002: 4e EK - 6,67 m
- 2002: 6e Grand Prix Finale - 6,50 m
- 2002:  Wereldbeker
- 2003: 9e WK indoor - 6,34 m
- 2003:  Europacup - 6,69 m
- 2003: 12e WK - 6,37 m
- 2003: 7e Wereldatletiekfinale - 6,45 m
- 2004:  Europese Indoorcup  - 6,39 m
- 2004: 7e WK indoor - 6,46 m
- 2004:  Ibero-Amerikaanse kampioenschappen - 6,40 m
- 2005: 10e in kwal. EK indoor - 6,19 m
- 2005:  Europacup - 6,62 m
- 2005:  Middellandse Zeespelen - 6,49 m
- 2005: 11e WK - 6,32 m
- 2006: 4e WK indoor - 6,76 m
- 2006: 8e Europacup - 6,35 m
- 2006: 8e in kwal. EK - 6,49 m
- 2007:  EK indoor - 6,69 m
- 2007: 7e in kwal. WK - 6,55 m
- 2008:  Europese Indoorcup - 6,57 m
- 2008: 5e WK indoor - 6,57 m
- 2008: 7e in kwal. OS - 6,53 m
- 2010:  Ibero Amerikaanse kampioenschappen - 6,45 m
- 2011: 5e Golden Gola
- 2011: 12e in kwal. EK indoor - 6,47 m
- 2012: 15e in kwal. WK indoor - 6,37 m
- 2012: 11e EK - 6,26 m
- 2012: 9e in kwal. OS - 6,30 m